# Tiyo (woreda)
Pour les articles homonymes, voir Tiyo.
Tiyo est un woreda du centre de l'Éthiopie situé dans la zone Arsi de la région Oromia. Situé autour de la ville d'Assella qui est devenue un woreda autonome, il a 86 761 habitants en 2007 avec Gonde, Ketar et Qulumissa pour principales localités.

## Situation
Situé dans l'ouest de la zone Arsi, le woreda Tiyo est entouré par les woredas Hitosa, Digeluna Tijo et Ziway Dugda et enclave la ville d'Assella.
Il fait partie du bassin versant du lac Ziway[réf. souhaitée].
Ketar se trouve au sud-ouest d'Assella, probablement sur le cours amont de la rivière Katar[à vérifier], tandis que Gonde et Qulumissa sont sur la route d'Adama à Asasa entre Iteya et Assella,,,.

## Population
Au recensement national de 2007, le woreda compte 86 761 habitants dont 8 % de citadins comprenant 2 592 habitants à Gonde, 2 213 à Ketar et 1 720 à Qulumissa. La majorité (58 %) des habitants du woreda sont orthodoxes, 40 % sont musulmans et 1 % sont protestants.
En 2022, la population du woreda est estimée à 125 714 personnes avec une densité de population de 208 personnes par km2 et 605 km2 de superficie.